# M/T Krk
M/T Krk je trajekt za lokalne linije u sastavu flote hrvatskog brodara Jadrolinije. U promet je pušten 2. listopada 2014. i plovi između Valbiske i Merga. Treći je trajekt u seriji koju još čine trajekti Kornati, Brač i Mljet. Kume su hrvatske tekvandoašice, sestre Ana i Lucija Zaninović. Trenutno plovi na liniji Valbiska - Merag.
Kapaciteta je 616 osoba i 145 automobila ili 16 trailera (svaki do 40 tona).

## Vanjske poveznice
|  | Zajednički poslužitelj ima još gradiva o temi M/T Krk |